# Faustulus

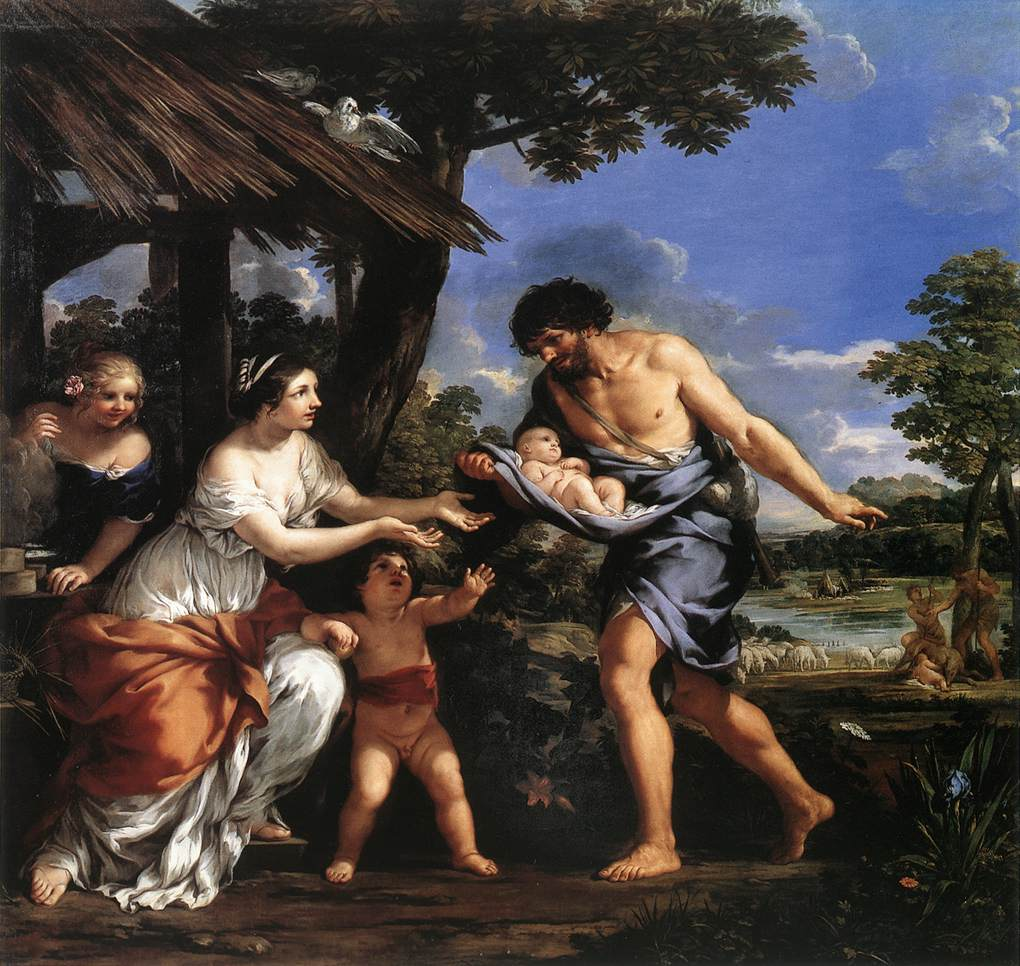
Romulus en Remus worden opgevangen door Faustulus; schilderij van Pietro da Cortona.

Faustulus was in de Romeinse mythologie de herder die samen met zijn vrouw Acca Larentia Romulus en Remus opvoedde, nadat de tweeling te vondeling was gelegd door hun grootvader en gezoogd was door een wolvin, de Lupa Capitolina.

## Gerelateerde onderwerpen
- Rome
- Romulus & Remus